# Wild Honey (dal)
A Wild Honey Brian Wilson és Mike Love 1967-ben írt száma, az azonos című LP-ről elsőként kimásolt kislemezdal, amely elsőként mutatta be a közönségnek az új, „demokratikus” felállású Beach Boyst.
Noha a dal egy ígéretes Tannerin-szólammal kezdődik (a hangszert Brian már a Pet Sounds albumon és a Good Vibrations kislemezen is használta), hamarosan megmutatkozik a zenekar új hangzása: lecsupaszított hangszerelés, minimalista produkció, és érdes vokálok (a dalt a lemez többi számához hasonlóan a Brian Wilson házában felépített primitív ministúdióban vették fel), Carl Wilson pedig élete addigi legnyersebb, leglelkesebb, R&B-inspirálta szólóvokálját adja elő.
A Wild Honeyval kétségtelenül egy újjászületett együttes mutatkozott be, Amerika azonban nem tudta elképzelni a Beach Boyst rockegyüttesként, s a kislemez várakozásokon alul teljesített a slágerlistán.